# Betty et George Coumbias
Betty et George Coumbias est un couple marié canadien qui cherchait à devenir le premier couple à se suicider simultanément avec une autorisation légale. Ils ont été présentés dans le documentaire de 2007 de John Zaritsky The Suicide Tourist,. Bien que le suicide assisté soit illégal au Canada, ils espéraient mettre fin à leurs jours avec l'approbation du gouvernement suisse.

## Historique
La demande du couple était inhabituelle en ce que, alors que George Coumbias souffrait d'une maladie cardiaque, Betty Coumbias était elle en excellente santé.
Ludwig Minelli, directeur du groupe suisse de suicide assisté Dignitas, a alors demandé au canton de Zurich d'accorder aux médecins le pouvoir de délivrer des médicaments létaux aux personnes en bonne santé, après avoir été conseillé par son organisation, dans l'espoir de faciliter le pacte de suicide des Coumbias.
En 2009, Betty Coumbias développe un cancer et décède, tandis que George a continué à vivre avec sa maladie cardiaque. Il décède à son tour en 2016.